# Upplands runinskrifter 955
Upplands runinskrifter 955 är en försvunnen vikingatida runsten som funnits i Tjocksta, Danmarks socken och Uppsala kommun. Runstenen var omkring 2,20 meter hög och 1,5 meter bred, men är troligen sönderslagen sedan länge. Såväl ornamentik som runformer är typiska för runristaren Fot. Stenen är inte signerad men ristningen har attribuerats till honom.

## Inskriften
Translitterering av runraden:
[× þorstin × auk × kura × litu × raisa × stin × eftiʀ × lafsa × faþur sin]
Normalisering till runsvenska:
Þorstæinn ok Gyra(?) letu ræisa stæin æftiʀ Lafsa, faður sinn.
Översättning till nusvenska:
Torsten och Gyra(?) läto resa stenen till minne av Lafse, sin fader.